# José Federico Bidau
José Francisco Bidau (Buenos Aires, 3 de julio de 1903 - Buenos Aires, 27 de julio de 1970) fue un abogado y ministro de la Corte Suprema de Justicia de Argentina.

## Actuación docente
Estudió  en la Facultad de Derecho de la Universidad de Buenos Aires, donde se recibió de abogado a los 22 años. Se doctoró en 1931 en la misma facultad con un trabajo sobre De la propiedad de las cosas muebles en el derecho argentino comparado. Desde 1929 fue docente en la Facultad de Derecho de Buenos Aires en Derecho Civil hasta su renuncia en 1947. Más adelante fue profesor de derecho civil en el área de Derecho de Familia y Sucesiones, en las Universidades del Museo Social Argentino, del Salvador y de la Facultad de Derecho de Buenos Aires, habiéndose también desempeñado como decano de esta última.

## Actuación judicial
Ingresó en la administración de justicia inmediatamente después del derrocamiento de Perón al ser nombrado por el Gobierno de facto en noviembre de 1955 como juez de la Cámara Nacional de Apelaciones en lo Federal y Contencioso Administrativo (sala civil y comercial). Se encontraba en ese cargo cuando el presidente José María Guido lo designó como miembro de la Corte Suprema de Justicia por decreto Nº 9753 del 17 de septiembre de 1962 en reemplazo de Julio César Oyhanarte que había renunciado. Como el Congreso Nacional estaba disuelto, por lo que no podía obtenerse el acuerdo del Senado, el nombramiento era “en comisión” y expiraba al finalizar el primer período de sesiones del Congreso que se produjera después de la designación, lo cual ocurrió el 30 de septiembre de 1964 por lo que renunció el 1 de octubre de ese año y fue sustituido por Carlos Juan Zavala Rodríguez.
En esta etapa compartió la Corte en algunos períodos con Esteban Imaz, Luis María Boffi Boggero, Aristóbulo Donato Aráoz de Lamadrid, Benjamín Villegas Basavilbaso, Pedro Aberastury y Ricardo Colombres.
El gobierno surgido del golpe de Estado del 28 de junio de 1966 destituyó a los miembros de la Corte Suprema de Justicia y redujo a cinco el número de sus integrantes mediante la ley 16.985. Cuando renunció Guillermo Antonio Borda, uno de los nuevos jueces, el presidente de facto Juan Carlos Onganía nombró a Bidau el 26 de enero de 1967 para sustituirlo. 
En esta segunda etapa compartió la Corte Suprema en distintos momentos con Luis Carlos Cabral, Marco Aurelio Risolía, Roberto Eduardo Chute y Eduardo A. Ortiz Basualdo.
José Francisco Bidau falleció el 27 de julio de 1970 a los 67 años, en Buenos Aires.